# Покровский, Владимир Александрович (актёр)
Влади́мир Алекса́ндрович Покро́вский (23 июня (6 июля) 1901 — 15 апреля 1985) — советский актёр театра и кино. Заслуженный артист РСФСР (1955)

## Биография
Владимир Покровский родился в Москве в обеспеченной семье, занимавшейся кожевенным делом. По окончании школы при театре имени Вахтангова в 1931 году был принят в труппу этого театра и работал там до конца жизни.
Умер 15 апреля 1985 года, похоронен на кладбище села Перхушково Одинцовского городского округа Московской области.

### Семья
- Супруга — Татьяна Борисовна Покровская, домохозяйка.
- Сын — Александр Владимирович Покровский (1938—2011). Окончил Театральное училище имени Щукина. Работал актёром в Московском театре имени Ленинского комсомола, режиссёром на Центральном телевидении.

## Награды
- Заслуженный артист РСФСР (1955).

## Творчество

### Работы в театре
- 1932 — «Егор Булычов и другие» — доктор
- 1933 — «Достигаев и другие» — уездный попик
- 1933 — «Много шума из ничего» — Антонио
- 1933 — «Интервенция» — Эмиль
- 1934 — «Человеческая комедия» — Мишель Крестьен
- 1935 — «Аристократы» — Петин
- 1935 — «Далёкое»
- 1935 — «Шляпа»
- 1936 — «Флоридсдорф»
- 1937 — «Человек с ружьём» — Ленин, иностранец, меньшевик
- 1941 — «Дон Кихот» — духовник герцога
- 1941 — «Маскарад» — Казарин Афанасий Павлович
- 1949 — «Крепость на Волге» — Атарбеков
- 1955 — «На золотом дне» — Харитон Харитонович Ширинкин
- 1956 — «Фома Гордеев» — архиерей
- 1962 — «Живой труп» — Артемьев
- 1960 — «Дамы и гусары» — Пан Казик
- 1963 — «Дундо Марое» — Бокчило
- 1966 — «Конармия» — Кум Мироныч
- 1965 — «Дион» — Вибий
- 1971 — «Антоний и Клеопатра» — поселянин
- 1974 — «День-деньской» — Лобанов
- 1975 — «Господа Глембаи» — Франц
- 1976 — «Ричард III» — сэр Роберт Брекенбери
- «Пьеса без названия» — Герасим Кузьмич Петрин
- «На всякого мудреца довольно простоты» — Голутвин
- «Дела давно минувших дней» — Замухрышкин

### Фильмография
1. 1937 — Ленин в Октябре — Феликс Дзержинский
2. 1949 — Падение Берлина — Йодль
3. 1954 — Жилец — Брыкович
4. 1954 — Шведская спичка — доктор
5. 1956 — Долгий путь — проезжий
6. 1956 — Много шума из ничего — Антонио
7. 1959 — Баллада о солдате — Василий Егорович, отец Сергея Павлова
8. 1959 — Песня о Кольцове — эпизод
9. 1959 — Сорока-воровка — князь
10. 1960 — Мичман Панин — старший офицер Фарафонтьев
11. 1960 — Чудотворная — отец Дмитрий
12. 1962 — Бей, барабан! — Дронов
13. 1964 — Негасимое пламя — ювелир
14. 1967 — Путь в «Сатурн» — полковник фон Клее
15. 1967 — Конец «Сатурна» — полковник фон Клее
16. 1968 — Крах — Александр Аркадьевич Дикгоф-Деренталь
17. 1968 — Последний угон — эпизод
18. 1970 — Драма на охоте — Поликарп
19. 1970 — Поезд в завтрашний день — эпизод
20. 1971 — Тысяча душ — Годнев Пётр Михайлович
21. 1972 — Меченый атом — господин Эдвардс, полковник из разведцентра
22. 1975 — Конармия — Кум Мироныч
23. 1979 — Господа Глембаи — Франц
24. 1979 — Идиот — Лебедев
25. 1982 — Ричард III — Бренебери